# ワセナ
ワセナ（英語: Wasena）は、エリトリア・セメナウィ・ケイバハリ地方南部の村で、ゲレーロ地区に属する。ズラ湾の南にあたる山間部に存在する。北緯15度1分0秒、東経39度42分0秒。標高747m。